# Mănăstirea Sfântul Antonie
Mănăstirea Sfântul Anton este o mănăstire ortodoxă coptă, aflată într-o oază în Deșertul Estic al Egiptului, în partea de sud a guvernoratul Suez. Ascuns adânc în Munții Mării Roșii, este situat la 334 km (208 mi) sud-est de Cairo. Este cea mai veche mănăstire din lume. Sfântul Antonie însuși a fost întemeietorul monahismului.  Mănăstirea Sfântul Anton a fost înființată de urmașii Sfântului Antonie, care este primul călugăr creștin. Mănăstirea Sfântul Anton este una dintre cele mai proeminente mănăstiri din Egipt și a influențat puternic formarea mai multor instituții copte și a promovat monahismul în general. Mai mulți patriarhi au venit de la mănăstire și câteva sute de pelerini o vizitează în fiecare zi.

## Legături externe
- St. Anthony Monastery, Red Sea, Egypt: http://stantonymonastery.com